# سوباتشوك ساراتشارت
ساباتشوك ساراتشارت (بالتايلندية: สุภโชค สารชาติ) (22 مايو 1998 بمحافظة سي سا كت في تايلاند - ) هو لاعب كرة قدم تايلندي في مركز الوسط. لعب مع نادي بوريرام يونايتد وSurin City F.C. ‏.

## وصلات خارجية
- سوباتشوك ساراتشارت على موقع رابطة كرة القدم اليابانية للمحترفين (اليابانية)
- سوباتشوك ساراتشارت على موقع قاعدة بيانات كرة القدم.إي يو (الإنجليزية)
- سوباتشوك ساراتشارت على موقع ناشيونال فوتبول تيمز (الإنجليزية)
- سوباتشوك ساراتشارت على موقع Soccerway.com (الإنجليزية)
- سوباتشوك ساراتشارت على موقع عالم كرة القدم.نت (الإنجليزية)